# Псковское (Фридрихсберг)
Псковское (до 1946 — Фридрихсберг (нем. Friedrichsberg)) — посёлок в Озёрском муниципальном округе. До 2014 года входил в Гавриловское сельское поселение.

## География
Посёлок расположен в 9 км на запад от посёлка Гаврилово и в 11 км на восток от Озёрска.

## История
Это место было основано в 1566 году как Шаакмеез (нем. Schaakmeez)). Около 1785 года он был переименован в Фридрихсберг. В 1874 году район поместья Фридрихсберг был присоединен к недавно образованному административному округу Вильгельмсберг в округе Даркемен Восточной Пруссии.
После Второй мировой войны посёлок вошёл в состав Советского Союза и в июне 1947 года получил русское название Псковское, одновременно посёлок стал центром Псковского сельсовета Озерского района. В 1954 году Псковское вошло в состав Гавриловского Сельсовета.
В 1946 году в посёлке была открыта Фридрихсбергская начальная школа, позднее переименованная в Филипповскую, а в 1947 году — в Псковскую. В 1972 году школу расформировали, а учеников перевели в Яблоновскую школу.

## Население
| 1910 | 1925 | 1933 | 1939 | 2002 | 2010 |
| ---- | ---- | ---- | ---- | ---- | ---- |
| 255  | ↗355 | ↘308 | ↗310 | ↘142 | ↗167 |